# Quebrada Paipote
Quebrada Paipote är ett periodiskt vattendrag i Chile.   Det ligger i regionen Región de Atacama, i den norra delen av landet, 700 km norr om huvudstaden Santiago de Chile.
Omgivningen kring Quebrada Paipote är ofruktbar med liten eller ingen växtlighet och området är mycket glesbefolkat, med 7 invånare per kvadratkilometer.